# Lafayette (Oregon)
Lafayette az Amerikai Egyesült Államok északnyugati részén, Oregon állam Yamhill megyéjében elhelyezkedő város. A 2020. évi népszámlálási adatok alapján 4423 lakosa van.

## Története
1846-ban alapította az Indiana állambeli Lafayette-ből származó Joel Perkins vállalkozó, aki a települést szülővárosához hasonlóan Gilbert du Motier de La Fayette katonatisztről nevezte el. A posta 1851-ben nyílt meg.
Lafayette 1878. október 17-én kapott városi rangot, 1889-ig pedig megyeszékhely is volt.
A Yamhill folyó zsilipét és gátját 1900-ban adták át; előbbit 1954-ben üzemen kívül helyezték, utóbbit pedig 1963-ban a lazacok vándorlásának megkönnyítésére elbontották. Helyén parkot hoztak létre.

## Nevezetes személyek
- Anson G. Henry, Abraham Lincoln orvosa[11]
- Bert E. Haney, fellebbviteli bíró[12]
- George W. McBride, politikus[13]
- Pauline Alderman, zeneszerző[14]

## Fordítás
- Ez a szócikk részben vagy egészben  a   Lafayette, Oregon című angol Wikipédia-szócikk ezen változatának fordításán alapul.  Az eredeti cikk szerkesztőit annak laptörténete sorolja fel. Ez a jelzés csupán a megfogalmazás eredetét és a szerzői jogokat jelzi, nem szolgál a cikkben szereplő információk forrásmegjelöléseként.